# Gran Premio di Gran Bretagna 1977
Il Gran Premio di Gran Bretagna 1977 è stata la decima prova della stagione 1977 del Campionato mondiale di Formula 1. Si è corsa sabato 16 luglio 1977 sul Circuito di Silverstone. La gara è stata vinta dal britannico James Hunt, su McLaren-Ford Cosworth. Ha preceduto sul traguardo l'austriaco Niki Lauda su Ferrari e lo svedese Gunnar Nilsson su Lotus-Ford Cosworth. La gara fu anche valida come Gran Premio d'Europa. Nelle prequalifiche il pilota britannico David Purley fu vittima di un grave incidente.
L'organizzazione venne premiata col Race Promoters' Trophy, per il miglior gran premio della stagione. Fu la prima volta per il gran premio britannico.

## Vigilia

### Sviluppi futuri
Bernie Ecclestone, patron della Brabham, propose la creazione di un nuovo campionato riservato solamente a vetture spinte dal motore Ford Cosworth, con potenza limitata a 370 cavalli. Il campionato, con gare disputate in Europa, si sarebbe basato su dieci prove. Visto l'altro numero di piloti iscritti nelle ultime gare il pilota belga Jacky Ickx propose l'istituzione di una sorta di mondiale di Formula 1 "A" coi piloti più esperti e un mondiale "B", con prove per lo più europee, riservato ai piloti che aspiravano all'entrata nel mondiale, e con un sistema di promozioni e retrocessioni fra le due categorie.
Arturo Merzario annunciò la volontà di far debuttare una propria vettura nel Gran Premio d'Italia. Merzario affermò di sperare di ottenere un propulsore dall'Alfa Romeo, che già riforniva la Brabham. Walter Wolf, proprietario della scuderia omonima, dichiarò la volontà di costruirsi un motore in proprio in futuro, per non dover attendere la fornitura della Cosworth. Il tipo di motore sarebbe stato sovralimentato.

### Aspetti tecnici
Nella solita alternanza tra autodromi britannico fu il turno del Circuito di Silverstone nell'ospitare il gran premio nazionale, per la sedicesima volta nella storia del mondiale di Formula 1.
La gara vide l'esordio effettivo per la Renault. La casa transalpina, che non aveva mai preso parte a nessun gran premio di F1, ma aveva partecipato negli anni cinquanta a delle edizioni della 24 Ore di Le Mans, presentò il modello RS01. Era spinto, per la prima volta per una vettura di Formula 1, da un motore turbo V6, da 1.500 cm³. I motori sovralimentati era ammessi da sempre in Formula 1 ma non erano stati utilizzati da molto tempo (gli ultimi risalivano agli anni cinquanta ed erano sovralimentati da un compressore), in quanto si considerava troppo sfavorevole il rapporto di cilindrata ammessa, rispetto a quanto concesso ai motori a pressione atmosferica. L'altra novità sulla vettura francese fu l'esordio degli pneumatici radiali forniti dalla Michelin. Il gommista transalpino, anch'esso all'esordio nella Formula 1, aveva ottenuto ottimi risultati sia nelle gare di durata, con vittorie alla 24 Ore di Le Mans, che nel Motomondiale (nel 1976 aveva vinto il titolo in 125cc, 250cc, 350cc e 500cc).
Vi fu anche l'unica apparizione nel mondiale per la McGuire, un costruttore britannico, che utilizzava una Williams FW04 modificata e denominata McGuire BM1.
La McLaren fornì il modello M26 anche a Jochen Mass, mentre utilizzò il più desueto M23 quale terza vettura ufficiale, affidata a Gilles Villeneuve. La Wolf impiegò nuovamente la WR1.

### Aspetti sportivi
Furono ben 42 i piloti iscritti al Gran Premio di Gran Bretagna. Si iscrisse Derek Bell con una Penske della scuderia Hexagone of Highgate. Il britannico aveva già disputato 16 gran premi, e mancava dal Gran Premio del Canada 1974, corso con una Surtees. La vettura però venne considerata non conforme e così il britannico non poté prendere parte alle prequalifiche.
Tornò a essere iscritto anche Tony Trimmer che, abbandonata la Maki con cui aveva tentato di qualificarsi a più riprese tra il 1975 e il 1976, provò questa volta con una Surtees privata del team Melchester Racing.
Vi fu l'esordio assoluto nel mondiale per il canadese Gilles Villeneuve, sulla terza McLaren ufficiale, per l'inglese Andy Sutcliffe su una March del team RAM e per l'australiano, Brian McGuire, con la vettura che portava il suo nome. L'ultimo canadese, prima di Villeneuve, a prendere parte a un gran premio del mondiale era stato Eppie Wietzes nel gran premio di casa del 1974.
Un altro pilota australiano, Vern Schuppan, sostituì Larry Perkins e Patrick Tambay alla Surtees. Schuppan mancava dal Gran Premio di Svezia 1975, corso per la Hill. Tambay trovò un ingaggio alla Theodore Racing, che utilizzava una Ensign. Tra i team privati si rivide la British Formula 1 Racing Team che portò Brian Henton, mentre Bernard de Dryver, pur iscritto, non prese parte alle prove. Diedero forfait, tra gli iscritti, anche Héctor Rebaque, David Prophet, Boy Hayje e Harald Ertl, che aveva rotto il contratto con la Hesketh.
Guy Edwards, che nel 1976 aveva corso diversi gran premi con la Hesketh, prese il posto di Conny Andersson alla BRM.
Nei test effettuati nelle settimane precedenti il gran premio il miglior tempo fu fatto segnare da Mario Andretti su Lotus-Ford Cosworth in 1'18"54, che rappresentò anche il nuovo record della pista. Jody Scheckter fu protagonista di uno spettacolare incidente, senza conseguenze fisiche per lui.

## Prequalifiche

### Resoconto
A causa dell'elevato numero di iscritti, e per evitare di respingere alcune iscrizioni (come era avvenuto nel gran premio precedente), si decise di fare effettuare delle prequalifiche al mercoledì, un giorno prima dell'inizio delle qualifiche. L'unica volta nella quale si erano tenute delle prequalifiche nella storia del mondiale era stato nel Gran Premio del Sudafrica 1965, anche se in quella occasione erano solo 28 i piloti che si erano presentati per il gran premio.
A queste prequalifiche vennero fatti partecipare i 13 piloti che non facevano parte delle scuderia legate alla Formula One Constructors Association, assieme a Gilles Villeneuve. Venne stabilito che i migliori cinque fossero autorizzati a prendere parte alle qualifiche.
Le prequalifiche furono effettuate in due sessioni e furono caratterizzate da due incidenti: Mikko Kozarowitsky (pilota della RAM) demolì la sua vettura in un'uscita, senza però danni fisici rilevanti al pilota; David Purley, a causa del blocco dell'acceleratore della sua LEC, tagliò interamente la curva Becketts e passò da 170 a 0 km/h in settanta centimetri: una decelerazione vicina ai 180 g, che gli costò diverse fratture e parecchi mesi di degenza. I soccorritori dovettero impiegare un quarto d'ora per liberare il pilota dalle lamiere della sua monoposto.

### Risultati
Nella sessione di prequalifica si è avuta questa situazione:
| Pos | Nº | Pilota             | Costruttore           | Tempo   | Status |
| --- | -- | ------------------ | --------------------- | ------- | ------ |
| 1   | 40 | Gilles Villeneuve  | McLaren-Ford Cosworth | 1'19"48 | PQ     |
| 2   | 23 | Patrick Tambay     | Ensign-Ford Cosworth  | 1'19"55 | PQ     |
| 3   | 34 | Jean-Pierre Jarier | Penske-Ford Cosworth  | 1'19"63 | PQ     |
| 4   | 30 | Brett Lunger       | McLaren-Ford Cosworth | 1'19"72 | PQ     |
| 5   | 38 | Brian Henton       | March-Ford Cosworth   | 1'19"82 | PQ     |
| NPQ | 37 | Arturo Merzario    | March-Ford Cosworth   | 1'19"86 | PQ     |
| NPQ | 27 | Patrick Nève       | March-Ford Cosworth   | 1'19"97 | PQ     |
| NPQ | 36 | Emilio de Villota  | McLaren-Ford Cosworth | 1'20"38 | PQ     |
| NPQ | 31 | David Purley       | LEC-Ford Cosworth     | 1'20"63 | NPQ    |
| NPQ | 33 | Andy Sutcliffe     | March-Ford Cosworth   | 1'21"93 | NPQ    |
| NPQ | 35 | Guy Edwards        | BRM                   | 1'22"62 | NPQ    |
| NPQ | 44 | Tony Trimmer       | Surtees-Ford Cosworth | 1'22"80 | NPQ    |
| NPQ | 45 | Brian McGuire      | McGuire-Ford Cosworth | 1'23"76 | NPQ    |
| NPQ | 32 | Mikko Kozarowitsky | March-Ford Cosworth   | 1'25"16 | NPQ    |

## Qualifiche

### Resoconto
A seguito dell'assenza di Ertl però erano solo 22 le vetture legate all'associazione dei costruttori che, assieme ai cinque piloti ammessi dalle prequalifiche, portava a 27 il numero dei piloti ammessi alle qualifiche. Per tale ragione vennero riammessi Arturo Merzario e Patrick Nève. Si riammise, dalla seconda sessione del giovedì, anche Emilio de Villota, al fine di raggiungere il numero di 30 piloti partecipanti alle prove per la determinazione della griglia di partenza.
Nella giornata del giovedì fu il pilota inglese James Hunt a far segnare il miglior tempo in 1'18"49. Precedette Niki Lauda, l'unico altro a scendere sotto il muro del 1'19". Il buon tempo di Hunt venne attribuito a una modifica allo sterzo della sua McLaren M26, che lo rese più rigido e resistente. Mario Andretti (Lotus) che aveva dominato le prove nei gran premi precedenti, chiuse solo quarto e fu autore di un'uscita di pista.
Al venerdì nessuno fu capace di battere il tempo di Hunt, che così conquistò la dodicesima pole nel mondiale. John Watson strappò la prima fila a Lauda, che chiuse terzo.

### Risultati
Nella sessione di qualifica si è avuta questa situazione:
| Pos                     | Nº | Pilota                | Costruttore              | Tempo   | Griglia |
| ----------------------- | -- | --------------------- | ------------------------ | ------- | ------- |
| 1                       | 1  | James Hunt            | McLaren-Ford Cosworth    | 1'18"49 | 1       |
| 2                       | 7  | John Watson           | Brabham-Alfa Romeo       | 1'18"77 | 2       |
| 3                       | 11 | Niki Lauda            | Ferrari                  | 1'18"84 | 3       |
| 4                       | 20 | Jody Scheckter        | Wolf-Ford Cosworth       | 1'18"85 | 4       |
| 5                       | 6  | Gunnar Nilsson        | Lotus-Ford Cosworth      | 1'18"95 | 5       |
| 6                       | 5  | Mario Andretti        | Lotus-Ford Cosworth      | 1'19"11 | 6       |
| 7                       | 8  | Hans-Joachim Stuck    | Brabham-Alfa Romeo       | 1'19"16 | 7       |
| 8                       | 19 | Vittorio Brambilla    | Surtees-Ford Cosworth    | 1'19"20 | 8       |
| 9                       | 40 | Gilles Villeneuve     | McLaren-Ford Cosworth    | 1'19"32 | 9       |
| 10                      | 3  | Ronnie Peterson       | Tyrrell-Ford Cosworth    | 1'19"42 | 10      |
| 11                      | 2  | Jochen Mass           | McLaren-Ford Cosworth    | 1'19"55 | 11      |
| 12                      | 17 | Alan Jones            | Shadow-Ford Cosworth     | 1'19"60 | 12      |
| 13                      | 24 | Rupert Keegan         | Hesketh-Ford Cosworth    | 1'19"64 | 13      |
| 14                      | 12 | Carlos Reutemann      | Ferrari                  | 1'19"64 | 14      |
| 15                      | 26 | Jacques Laffite       | Ligier-Matra             | 1'19"75 | 15      |
| 16                      | 23 | Patrick Tambay        | Ensign-Ford Cosworth     | 1'19"81 | 16      |
| 17                      | 37 | Arturo Merzario       | March-Ford Cosworth      | 1'19"88 | 17      |
| 18                      | 4  | Patrick Depailler     | Tyrrell-Ford Cosworth    | 1'19"90 | 18      |
| 19                      | 30 | Brett Lunger          | McLaren-Ford Cosworth    | 1'20"06 | 19      |
| 20                      | 34 | Jean-Pierre Jarier    | Penske-Ford Cosworth     | 1'20"10 | 20      |
| 21                      | 15 | Jean-Pierre Jabouille | Renault                  | 1'20"11 | 21      |
| 22                      | 28 | Emerson Fittipaldi    | Fittipaldi-Ford Cosworth | 1'20"20 | 22      |
| 23                      | 18 | Vern Schuppan         | Surtees-Ford Cosworth    | 1'20"24 | 23      |
| 24                      | 10 | Ian Scheckter         | March-Ford Cosworth      | 1'20"31 | 24      |
| 25                      | 16 | Riccardo Patrese      | Shadow-Ford Cosworth     | 1'20"35 | 25      |
| 26                      | 27 | Patrick Nève          | March-Ford Cosworth      | 1'20"36 | 26      |
| Vetture non qualificate |    |                       |                          |         |         |
| 27                      | 9  | Alex-Dias Ribeiro     | March-Ford Cosworth      | 1'20"46 | NQ      |
| 28                      | 22 | Clay Regazzoni        | Ensign-Ford Cosworth     | 1'20"79 | NQ      |
| 29                      | 38 | Brian Henton          | March-Ford Cosworth      | 1'20"79 | NQ      |
| 30                      | 36 | Emilio de Villota     | McLaren-Ford Cosworth    | 1'21"53 | NQ      |

## Gara

### Resoconto
Alla partenza James Hunt venne passato da John Watson, Niki Lauda e Jody Scheckter. Dietro all'inglese della McLaren si trovarono le due Lotus di Gunnar Nilsson e Mario Andretti e le due altre McLaren di Gilles Villeneuve e Jochen Mass. Al sesto giro Andretti passò il compagno di scuderia Nilsson.
Hunt riconquistò una posizione al settimo giro, passando Scheckter, mentre al decimo giro un problema al motore costrinse Villeneuve a una sosta, che gli fece perdere due giri. La rimonta del britannico della McLaren proseguì al giro 23 quando riuscì a passare Niki Lauda alla Copse. L'austriaco scontava un piccolo problema all'impianto frenante. La classifica vedeva perciò in testa sempre John Watson, seguito da Hunt, Lauda, Scheckter, Andretti, Nilsson e Jochen Mass.
Hunt si avvicinò rapidamente al battistrada Watson, che con la sua Brabham, spinta da un motore Alfa Romeo, riusciva a distanziare sul rettilineo la più agile vettura di Hunt. Al cinquantesimo giro Watson fu costretto a fermarsi ai box per un guasto all'impianto di alimentazione (si era rotta la pompa che aspirava la benzina): questo consentì a James Hunt di trovarsi in testa alla gara.
Gunnar Nilsson, tre giri dopo, passò il suo compagno di scuderia Andretti, che scontava dei problemi all'impianto di alimentazione. Nilsson si portò alle spalle di Scheckter, che fuse il suo motore al giro 59, ritirandosi. Dopo i ritiri di Watson e Scheckter entrarono in zona punti Jochen Mass e Hans-Joachim Stuck. Al giro 65 fu il turno del ritiro anche per Mario Andretti.
James Hunt vinse per l'ottava volta nel mondiale, precedendo sul podio Niki Lauda e Gunnar Nilsson, che si avvicinò all'austriaco nelle ultime fasi di gara. Hunt conquistò anche per l'ottava volta il giro veloce in gara.
Gilles Villeneuve, su una vecchia M23 che aveva già parecchia ''vita agonistica'' alle spalle, fu premiato come ''driver of the race'', considerando il suo ottimo avvio, che lo aveva visto a lungo in una solida settima posizione davanti al pilota ufficiale McLaren Jochen Mass, (posizione poi vanificata da una fermata ai box, che gli costò due giri) e dal quinto giro più veloce in assoluto. Questa sarebbe stata la sua unica gara disputata su una macchina diversa dalla Ferrari, sulla quale sarebbe salito a fine anno e sarebbe rimasto fino alla fine della sua carriera, e della sua vita, l'8 maggio del 1982 a Zolder.

### Risultati
I risultati del gran premio furono i seguenti:
| Pos | No | Pilota                | Costruttore              | Giri | Tempo/Ritiro             | Pos. Griglia | Punti |
| --- | -- | --------------------- | ------------------------ | ---- | ------------------------ | ------------ | ----- |
| 1   | 1  | James Hunt            | McLaren-Ford Cosworth    | 68   | 1:31'46"06               | 1            | 9     |
| 2   | 11 | Niki Lauda            | Ferrari                  | 68   | + 18"31                  | 3            | 6     |
| 3   | 6  | Gunnar Nilsson        | Lotus-Ford Cosworth      | 68   | + 19"57                  | 5            | 4     |
| 4   | 2  | Jochen Mass           | McLaren-Ford Cosworth    | 68   | + 47"76                  | 11           | 3     |
| 5   | 8  | Hans-Joachim Stuck    | Brabham-Alfa Romeo       | 68   | + 1'11"73                | 7            | 2     |
| 6   | 26 | Jacques Laffite       | Ligier-Matra             | 67   | + 1 giro                 | 15           | 1     |
| 7   | 17 | Alan Jones            | Shadow-Ford Cosworth     | 67   | + 1 giro                 | 12           |       |
| 8   | 19 | Vittorio Brambilla    | Surtees-Ford Cosworth    | 67   | + 1 giro                 | 8            |       |
| 9   | 34 | Jean-Pierre Jarier    | Penske-Ford Cosworth     | 67   | + 1 giro                 | 20           |       |
| 10  | 27 | Patrick Nève          | March-Ford Cosworth      | 66   | + 2 giri                 | 26           |       |
| 11  | 40 | Gilles Villeneuve     | McLaren-Ford Cosworth    | 66   | + 2 giri                 | 9            |       |
| 12  | 18 | Vern Schuppan         | Surtees-Ford Cosworth    | 66   | + 2 giri                 | 23           |       |
| 13  | 30 | Brett Lunger          | McLaren-Ford Cosworth    | 64   | + 4 giri                 | 19           |       |
| 14  | 5  | Mario Andretti        | Lotus-Ford Cosworth      | 62   | Motore                   | 6            |       |
| 15  | 12 | Carlos Reutemann      | Ferrari                  | 62   | + 6 giri                 | 14           |       |
| Rit | 7  | John Watson           | Brabham-Alfa Romeo       | 60   | Alimentazione            | 2            |       |
| Rit | 20 | Jody Scheckter        | Wolf-Ford Cosworth       | 59   | Motore                   | 4            |       |
| Ret | 28 | Emerson Fittipaldi    | Fittipaldi-Ford Cosworth | 42   | Acceleratore             | 22           |       |
| Rit | 37 | Arturo Merzario       | March-Ford Cosworth      | 28   | Trasmissione             | 17           |       |
| Rit | 16 | Riccardo Patrese      | Shadow-Ford Cosworth     | 20   | Pressione del carburante | 25           |       |
| Rit | 4  | Patrick Depailler     | Tyrrell-Ford Cosworth    | 16   | Freni                    | 18           |       |
| Rit | 15 | Jean-Pierre Jabouille | Renault                  | 16   | Turbo                    | 21           |       |
| Rit | 10 | Ian Scheckter         | March-Ford Cosworth      | 6    | Incidente                | 24           |       |
| Rit | 3  | Ronnie Peterson       | Tyrrell-Ford Cosworth    | 3    | Motore                   | 16           |       |
| Rit | 23 | Patrick Tambay        | Ensign-Ford Cosworth     | 3    | Problemi elettrici       | 10           |       |
| Rit | 24 | Rupert Keegan         | Hesketh-Ford Cosworth    | 0    | Incidente                | 13           |       |
| NQ  | 9  | Alex-Dias Ribeiro     | March-Ford Cosworth      |      |                          |              |       |
| NQ  | 22 | Clay Regazzoni        | Ensign-Ford Cosworth     |      |                          |              |       |
| NQ  | 38 | Brian Henton          | March-Ford Cosworth      |      |                          |              |       |
| NQ  | 36 | Emilio de Villota     | McLaren-Ford Cosworth    |      |                          |              |       |
| NPQ | 31 | David Purley          | LEC-Ford Cosworth        |      |                          |              |       |
| NPQ | 33 | Andy Sutcliffe        | March-Ford Cosworth      |      |                          |              |       |
| NPQ | 35 | Guy Edwards           | BRM                      |      |                          |              |       |
| NPQ | 44 | Tony Trimmer          | Surtees-Ford Cosworth    |      |                          |              |       |
| NPQ | 45 | Brian McGuire         | McGuire-Ford Cosworth    |      |                          |              |       |
| NPQ | 32 | Mikko Kozarowitsky    | March-Ford Cosworth      |      |                          |              |       |
| EX  | 43 | Derek Bell            | Penske-Ford Cosworth     |      | Vettura non conforme     |              |       |

## Statistiche

### Piloti
- 8ª vittoria per  James Hunt;
- 4º e ultimo podio per  Gunnar Nilsson;
- 20° podio per  James Hunt;
- 8º e ultimo giro più veloce per  James Hunt;
- 1º Gran Premio per  Gilles Villeneuve;
- 1° e unico Gran Premio per  Andy Sutcliffe;
- Ultimo Gran Premio per  Mikko Kozarowitsky,  Brian McGuire,  Guy Edwards e  David Purley;

### Costruttori
- 22ª vittoria per la  McLaren;
- 70° podio per la  McLaren;
- 1º Gran Premio per la  Renault e per la  Theodore;
- 1° ed ultimo Gran Premio per la  McGuire;
- Ultimo Gran Premio per la  LEC;

### Motori
- 103ª vittoria per il motore  Ford Cosworth;
- 1º Gran Premio per il motore  Renault;

### Pneumatici
- 99ª vittoria per gli pneumatici  Goodyear;

### Giri in testa
- John Watson (1-49);
- James Hunt (50-68);

## Classifiche

### Piloti
| Pos | Pilota             | Punti |
| --- | ------------------ | ----- |
| 1   | Niki Lauda         | 39    |
| 2   | Mario Andretti     | 32    |
| 3   | Jody Scheckter     | 32    |
| 4   | Carlos Reutemann   | 28    |
| 5   | James Hunt         | 22    |
| 6   | Gunnar Nilsson     | 20    |
| 7   | Jochen Mass        | 17    |
| 8   | Jacques Laffite    | 10    |
| 9   | Patrick Depailler  | 10    |
| 10  | John Watson        | 9     |
| 11  | Emerson Fittipaldi | 8     |
| 12  | Carlos Pace        | 6     |
| 13  | Ronnie Peterson    | 4     |
| 14  | Hans-Joachim Stuck | 4     |
| 15  | Vittorio Brambilla | 3     |
| =   | Alan Jones         | 3     |
| 17  | Clay Regazzoni     | 1     |
| =   | Renzo Zorzi        | 1     |
| =   | Jean-Pierre Jarier | 1     |

### Costruttori
| Pos | Costruttore              | Punti |
| --- | ------------------------ | ----- |
| 1   | Ferrari                  | 56    |
| 2   | Lotus-Ford Cosworth      | 47    |
| 3   | McLaren-Ford Cosworth    | 34    |
| 4   | Wolf-Ford Cosworth       | 32    |
| 5   | Brabham-Alfa Romeo       | 19    |
| 6   | Tyrrell-Ford Cosworth    | 14    |
| 7   | Ligier-Matra             | 10    |
| 8   | Fittipaldi-Ford Cosworth | 8     |
| 9   | Shadow-Ford Cosworth     | 4     |
| 10  | Surtees-Ford Cosworth    | 3     |
| 11  | Ensign-Ford Cosworth     | 1     |
| =   | Penske-Ford Cosworth     | 1     |